# 裏玉姫
『裏玉姫』（うらたまひめ）は、「戸川純とヤプーズ」名義で発売されたライブ・アルバム。1984年4月25日にアルファレコードの¥ENレーベルよりカセットのみで発売された。

## 概要
- 1stソロアルバム『玉姫様』を引っさげてラフォーレミュージアム原宿にて行われたライブを収録したライブ盤。
- 映像盤『玉姫伝〜ライブ含有』も発売された。
- 2006年にはSony Music Directより本作を含むアルファレコード時代の戸川純関連アルバム9作（上野耕路、戸川京子作品含む）がデジタルリマスタリングされた音源に帯、レコードレーベル、歌詞カード等が再現された紙ジャケット仕様で復刻された。また同時に戸川純関連映像作品2作もDVDで復刻された。
- この作品のみオリジナルレコード発売がないため、1996年の『YEN Box Vol.2』での紙ジャケット化にはカセット盤のジャケットを参考に、2006年復刻盤はCD盤のジャケットを参考に、紙ジャケット化されている。

## 収録曲
1. OVERTURE
  - 作曲：吉川洋一郎／編曲：吉川洋一郎

※インストゥルメンタル
2. 玉姫様
  - 作詞：戸川純／作曲：細野晴臣
3. ベビーラブ
  - 作詞：フォックス／作曲：比賀江隆男

※このライブ盤のみ収録曲。
4. 踊れない
  - 作詞：泉水敏郎／作曲：泉水敏郎

※8 1/2の同名曲のカヴァー。
5. 涙のメカニズム
  - 作詞：佐伯健三／作曲：立川芳雄

※MCにてヤプーズの演歌と紹介された。このライブ盤のみ収録曲。
6. 電車でGO
  - 作詞：佐伯健三／作曲：佐伯健三・上野耕路

※ハルメンズの同名曲のカヴァー。このライブ盤のみ収録曲。
7. ロマンス娘
  - 作詞：泉水敏郎／作曲：泉水敏郎

※このライブ盤のみ収録曲。
8. 隣の印度人
  - 作詞：佐伯健三／作曲：比賀江隆男
9. 昆虫軍
  - 作詞：佐伯健三／作曲：上野耕路

※ハルメンズ『昆虫群』のカヴァー
10. パンク蛹化の女
  - 作詞：戸川純／作曲：Pachelbel

※「蛹化の女」はヨハン・パッヘルベル『カノン』に歌詞を付けたもの
※ここで演奏収録されているのは録音盤の「蛹化の女」とは対照的なパンクアレンジ。

## クレジット
全曲演奏：ヤプーズ
- ドラムス／泉水敏郎
- ベース／中原信雄
- ギター／比賀江隆男
- キーボード／立川芳雄
- キーボード／里美智子
- エンジニア／飯尾芳史
- アシスタント・エンジニア／土井章嗣
- ディレクター／篠崎恵子、小尾一介

## 発売形態
| 形態         | 発売日           | 品番       | 発売元                                            | 備考 |
| ------------ | ---------------- | ---------- | ------------------------------------------------- | --- |
| LP           | （1984年非売品） | YEN-1001   | アルファレコード/¥EN 販売元：ワーナー・パイオニア | 非売品プロモーション用。ジャケット等はなく白いプレーンスリーブに入っているのみ                                      |
| CT           | 1984年04月25日   | YLC-20004  | アルファレコード/¥EN 販売元：ワーナー・パイオニア | オリジナル発売日、LP未発売                                                                                          |
| CD           | 1993年08月21日   | ALCA-513   | アルファレコード 販売元：日本コロムビア           | 【初CD化】 |
| CD           | 1994年12月21日   | ALCA-9126  | アルファミュージック 販売元：東芝EMI              | 【CD再発】 |
| CD           | 1996年12月18日   | ALCA-5130  | アルファミュージック 販売元：東芝EMI              | 【CD BOX】18枚組BOX SET『YEN Box Vol.2』のDisc.06として。単独発売なし。1996年リマスタリング/紙ジャケット仕様（E式） |
| CD           | 2006年02月22日   | MHCL-713   | Sony Music Direct                                 | 【CD再発】 ※完全限定生産盤 2006年デジタルリマスタリング/紙ジャケット仕様（A式）                                     |
| Blu-spec CD  | 2011年05月11日   | MHCL-20133 | Sony Music Direct                                 | 【CD再発】 ※2006年盤をBlu-spec CD化。完全限定生産盤 2006年デジタルリマスタリング/紙ジャケット仕様（A式）            |
| Blu-spec CD2 | 2016年12月21日   | MHCL-30427 | Sony Music Direct                                 | 【CD再発】2016年デジタルリマスタリング。                                                                            |

### 音楽配信
※ダウンロード販売で、音楽配信されている。
| 形態         | 発売日         | 配信サイト       | 発売元            | 備考                                                |
| ------------ | -------------- | ---------------- | ----------------- | --------------------------------------------------- |
| 配信         | 2014年02月06日 | iTunes、mora他。 | Sony Music Direct | 2006年デジタルリマスタリング。                      |
| 配信         | 2016年12月21日 | iTunes、mora他。 | Sony Music Direct | 2016年デジタルリマスタリング。                      |
| ハイレゾ配信 | 2016年12月21日 | mora他。         | Sony Music Direct | 【初ハイレゾ音源化】 2016年デジタルリマスタリング。 |